# Gwiazdozbiór Węgielnicy
Węgielnica (łac. Norma, dop. Normae, skrót Nor) – gwiazdozbiór nieba południowego, jeden z kilkunastu jakie w latach 1752–1763 wprowadził francuski astronom, kartograf i duchowny, badacz nieba południowego Nicolas-Louis de Lacaille, jako jeden z grupy gwiazdozbiorów „mierniczych” (obok Kompasu i Trójkąta Południowego). Pierwotna nazwa to Węgielnica z Poziomicą (Norma et Regula). Wyobraża jedno z podstawowych narzędzi ciesielskich służące do wyznaczania kąta prostego lub kwadrant używany przez nawigatorów. Jest niewyróżniającym się gwiazdozbiorem leżącym w Drodze Mlecznej między Wilkiem a zodiakalnym Skorpionem. Gwiazdy, które Lacaille oznaczył jako Alfa (α) i Beta (β), zostały później włączone do Skorpiona. To niewielka – 74. co do wielkości konstelacja. Liczba gwiazd dostrzegalnych nieuzbrojonym okiem wynosi około 20. W Polsce jest niewidoczny.

## Mity i legendy
Ponieważ jest to gwiazdozbiór nowożytny, nie wiążą się z nim żadne legendy ani mity. Sama nazwa pochodzi od węgła, czyli narożnika budynku. Gwiazdozbiór nazywano też Triangulum Australe (bez związku z oryginalnym Triangulum Australe, leżącym dalej na południe) albo Kuadrans Euclidis (Kwadratem Euklidesa).

## Gwiazdy Węgielnicy
Granice gwiazdozbioru zmieniały się od XVIII wieku, dlatego najjaśniejsze gwiazdy wchodzące poprzednio w jego skład wcielono do Skorpiona – zostały oznaczone N i H Sco.
- Obecnie najjaśniejszą gwiazdą w konstelacji jest γ2 Nor (4,01m), która wraz z γ1 Nor (4,97m) tworzy układ wizualnie podwójny. Gwiazdy nie są ze sobą związane grawitacyjnie[4].
- Druga co do jasności to ε Nor (4,46m), która jest układem podwójnie podwójnym. Składniki można rozdzielić za pomocą lornetki; mają jasność 4,5 i 7,5m. Jednocześnie każda z nich to układ spektroskopowo podwójny.
- Gwiazda ι1 Nor jest układem wielokrotnym: dwie gwiazdy AB (5,6 i 5,8m) stanowią układ fizyczny o obiegu 26,9 roku, składnik C (8,5m) jest jedynie sąsiadem pary AB. Składniki AB w roku 2000 dzieliła odległość około 0,5″, do ich rozdzielenia konieczny jest teleskop średnich rozmiarów[4].
- Kolejnych pięć gwiazd: η, δ, μ, κ oraz γ1 Nor jest jaśniejsza od 5m. Spośród nich gwiazda μ Nor jest najprawdopodobniej gwiazdą zmienną typu Alfa Cygni[4].
- Na zachód od gwiazdy η Nor, przy granicy z konstelacją Wilka, znajduje się gwiazda zmienna R Nor. Jest to zmienna typu Mira Ceti o jasności 6,5-13,9m i okresie 507,5 dnia.
- Druga istotna zmienna w Węgielnicy to S Nor. Jest klasyczną cefeidą i jednocześnie najjaśniejszym obiektem gromady otwartej NGC 6087 – tę przynależność potwierdza pomiar prędkości radialnej. Ta ogromna gwiazda, o promieniu równym 41 promieni Słońca, znajduje się ponad 3 tysiące lat świetlnych od nas. Pulsuje z okresem 9,75 dnia, zmieniając jasność w zakresie 6,12-6,77m[4].

Najbardziej wyróżnia się w Węgielnicy układ trzech słabych gwiazd, tworzących kąt prosty. Trudno jednak jest go odnaleźć wśród gęstych pól gwiazdowych Drogi Mlecznej.

## Interesujące obiekty
- NGC 6087 to wielka gromada otwarta zajmująca obszar szerokości połowy średnicy Księżyca w pełni. W skład gromady wchodzi 40 gwiazd. Nieuzbrojone oko widzi ją jako mały mleczny węzełek, w lornetce można zobaczyć kilka bladych gwiazd we mgle. 15-centymetrowy teleskop pokaże już prawie 30 gwiazd[1].
- Druga godna uwagi gromada otwarta – NGC 6067 znajduje się na północny zachód od κ Nor. Gromada o całkowitej jasności 5,6m liczy ponad 250 gwiazd. Jest to obiekt o rozmiarach 12 minut kątowych i jest doskonały do obserwacji z użyciem lornetki bądź niewielkiego teleskopu[4].
- NGC 6164-65 stanowi przykład jednego z najrzadszych typów mgławic, jest to rozpędzona wiatrem dwubiegunowa muszla. Jedyne dwie tego rodzaju mgławice są na tyle jasne, by można je było obserwować za pomocą amatorskiego sprzętu; druga z nich to Mgławica Bąbel w Kasjopei. NGC 6164-6165 otacza jasnego nadolbrzyma klasy O7 o masie rzędu 40 mas Słońca, który gwałtownie wyrzuca z wielką prędkością wiatr jonizujący i kształtujący gaz w postaci litery S. 20-centymetrowy teleskop ledwie pokaże ten rzadki widok nawet przy dobrych warunkach[1].
- W obrębie Węgielnicy znajdują się trzy słabsze gromady: NGC 6031 (8,5m), NGC 6167 na granicy z Ołtarzem (6,7m) oraz NGC 6152 (8,1m).
- Za pomocą dużych teleskopów można zaobserwować mgławice planetarne:
  - sławną mgławicę Menzel 3 (13,8m) o bipolarnym kształcie. Z Ziemi ta mgławica przypomina głowę i tułów mrówki, w związku z czym otrzymała zwyczajową nazwę Mgławica Mrówka. Kosmiczny Teleskop Hubble’a pokazuje 100 razy więcej szczegółów niż teleskopy naziemne[1].
  - mgławicę Shapley 1 w kształcie pierścienia (12m),
  - mgławicę Menzel 1 (12m), przypominającą klepsydrę.
- W odległości około 200 milionów lat świetlnych położona jest masywna supergromada galaktyk Norma (Abell 3627). Uważana jest ona za lokalny Wielki Atraktor dla Grupy Lokalnej, Supergromady Panny oraz Supergromady Hydry-Centaura[4].